# Metalectra ypsilon
Metalectra ypsilon là một loài bướm đêm trong họ Erebidae.